# 吉米利亚诺
吉米利亚诺（義大利語：Gimigliano），是意大利卡坦扎罗省的一个市镇。总面积32.5平方公里，人口3472人，人口密度106.8人/平方公里（2009年）。ISTAT代码为079058。